# Саяда

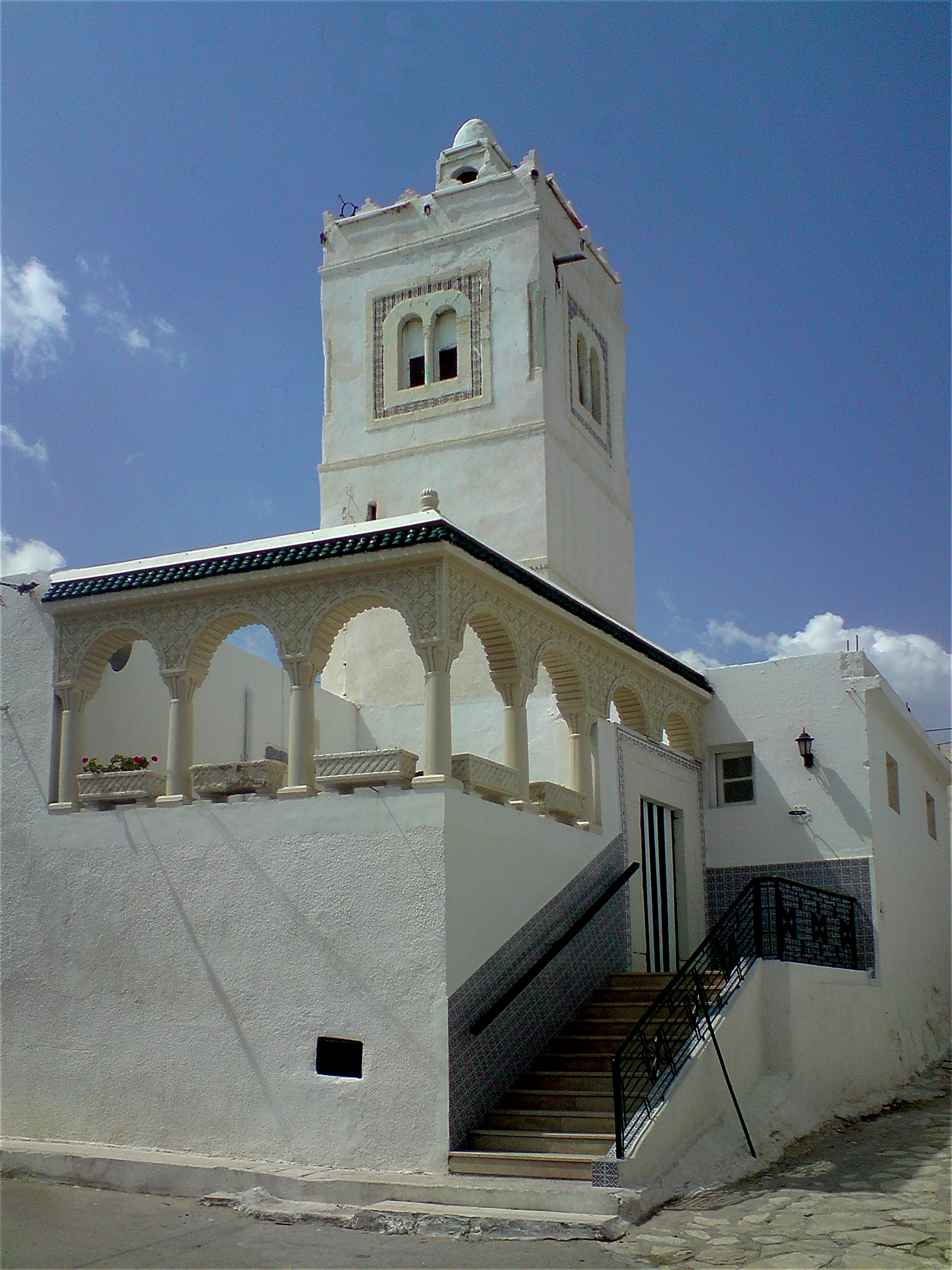
Велика мечеть в Саяді (1750)

Саяда (араб. صيادة) - місто, що розташоване на центральному узбережжі Тунісу. Знаходиться в вілаяті Монастір, за 15 км від міста Монастір. Через місто проходить залізнична лінія Метро Сахель.
| Туніс | Це незавершена стаття з географії Тунісу. Ви можете допомогти проєкту, виправивши або дописавши її. |